# Mina (unità di misura)

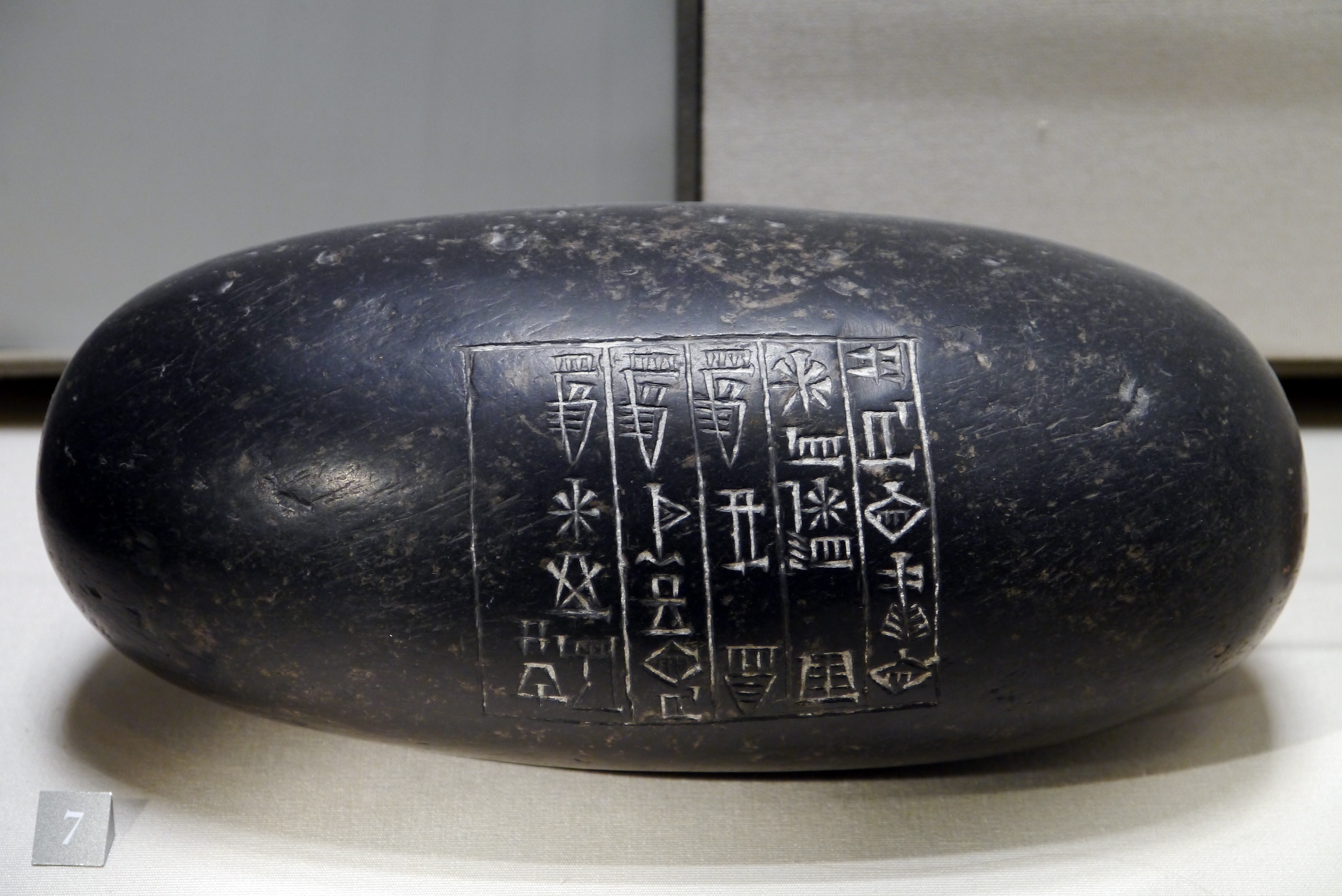
Peso del valore di 5 mine, rinvenuto a Lagash, circa III millennio a.C. Museo del Louvre

La mina (in greco μνᾶ mna, latino mina) era un'antica unità di misura.
Esistevano sia la mina babilonese sia la mina ebraica. Una mina ebraica era costituita da 50 sicli. Il talento era costituito da 60 mine. Il peso era tra i 500 e gli 800 grammi. La mina equivale a 60 sicli nel libro di Ezechiele ("Il siclo sarà di venti ghere; venti sicli più venticinque sicli più quindici sicli formeranno la vostra mina"), è cioè uguale a quella babilonese.
Introdotta nel sistema greco aveva ad esempio ad Atene una massa di 436,6 grammi. Dopo l'introduzione, il termine venne utilizzato per definire un particolare tipo di moneta. Con una mina di argento venivano coniate 100 dracme. 60 mine costituivano un talento.